# یوریت هندریکس
یوریت هندریکس (هلندی: Jorrit Hendrix؛ زادهٔ ۶ فوریهٔ ۱۹۹۵) یک بازیکن فوتبال اهل هلند است که در پست هافبک دفاعی برای پی‌اس‌وی آیندهوون در لیگ برتر فوتبال هلند بازی می‌کند.

## افتخارات

### باشگاهی
پی‌اس‌وی
- لیگ برتر فوتبال هلند (۲): ۱۵–۲۰۱۴ و ۱۶–۲۰۱۵
- سوپر جام فوتبال هلند (۱): ۲۰۱۵

### ملی
هلند
- جام ملت‌های زیر ۱۷ سال اروپا: ۲۰۱۲